# Rio Alambari (vattendrag i Brasilien, São Paulo, lat -22,70, long -48,20)
Rio Alambari är ett vattendrag i Brasilien.   Det ligger i delstaten São Paulo, i den sydöstra delen av landet, 800 km söder om huvudstaden Brasília.
Trakten runt Rio Alambari består huvudsakligen av våtmarker. Runt Rio Alambari är det mycket glesbefolkat, med 7 invånare per kvadratkilometer.